# Martynas Gecevičius
Martynas „Marty” Gecevičius (ur. 16 maja 1988 w Wilnie) – litewski koszykarz grający na pozycji rzucającego obrońcy, obecnie zawodnik Arisu Saloniki.

## Kariera
W sezonie 2007/08 zadebiutował w Eurolidze w barwach Lietuvosu Rytas Wilno, średnio zdobywając 3,2 pkt. na mecz. W sezonie 2009/2010 podwyższył średnią do 14,2 pkt. na mecz. W sezonie 2010/2011 zdobywał 11,5 pkt. na mecz w LKL i 9,3 pkt. na mecz w BLK.
W 2011 podpisał kontrakt z Olympiakosem. W sezonie 2011/2012 zdobył mistrzostwo Grecji i triumfował w Eurolidze. Rok później ponownie zwyciężył w Eurolidze.
W 2010 zdobył brązowy medal na mistrzostwach świata z reprezentacją Litwy.
26 października 2017 został zawodnikiem Stelmetu Zielona Góra.
16 września 2018 podpisał kontrakt z litewskim Skycop Preny.
21 września 2019 dołączył do greckiego Aris Saloniki.

## Osiągnięcia

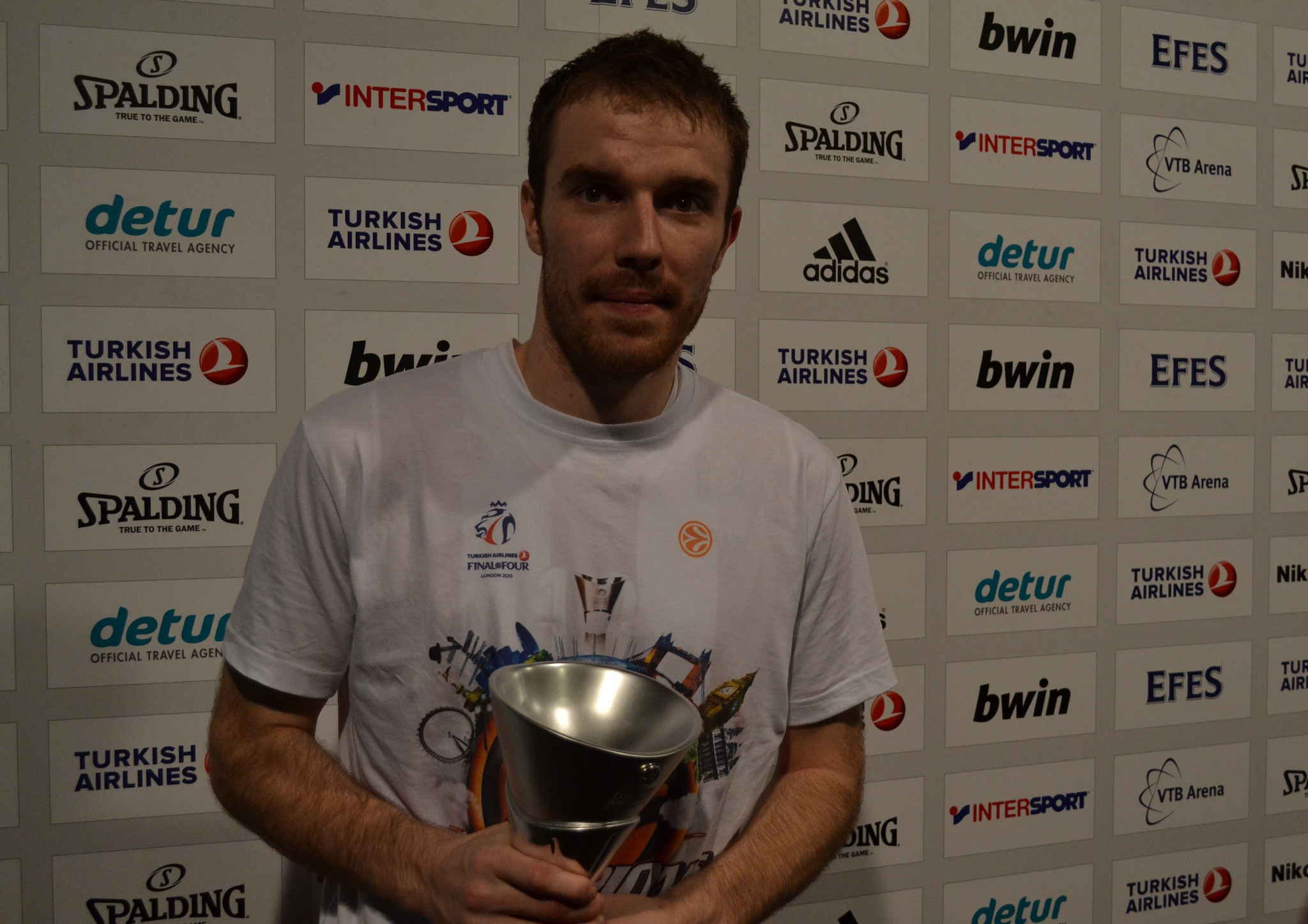
Gecevičius z pucharem Euroligi 2013.

Stan na 22 września 2019, na podstawie, o ile nie zaznaczono inaczej.

### Drużynowe
- Mistrz:
  - Euroligi (2012, 2013)
  - Eurocup (2009)
  - ligi bałtyckiej (2009)
  - Litwy (2009, 2010)
  - Grecji (2012)
- Wicemistrz:
  - ligi bałtyckiej (2008, 2010)
  - Litwy (2008, 2011, 2015)
  - Grecji (2013)
- Brąz ligi:
  - bałtyckiej (2011)
  - litewskiej (2014)
- Zdobywca pucharu:
  - ligi bałtyckiej (2008)
  - Litwy (2009, 2010)
- Finalista pucharu:
  - ligi bałtyckiej (2009, 2010)
  - Litwy (2008, 2011, 2014, 2015)
  - Grecji (2012, 2013)
  - Polski (2018)

### Indywidualne
- MVP
  - finałów ligi litewskiej (2010)
  - 3 rundy TOP 32 Eurocup (2014/15)
- Najlepszy:
  - litewski zawodnik VTB (2014)
  - strzelec za 3 punkty ligi hiszpańskiej (2017)
- Uczestnik meczu gwiazd ligi:
  - bałtyckiej (2007)
  - litewskiej (2010, 2011, 2014)
- Zwycięzca konkursu rzutów za 3 punkty ligi:
  - bałtyckiej (2007)
  - litewskiej (2019)
- Lider litewskiej ligi koszykówki LKL w[9]:
  - asystach (4,2 – 2015)
  - skuteczności rzutów wolnych (93,3% – 2010, 88,5% – 2015)

### Reprezentacja
- Brązowy medalista mistrzostw świata (2010)
- Wicemistrz Europy:
  - U–20 (2008)
  - U–18 (2006)
- Uczestnik:
  - mistrzostw:
    - Europy:
      - 2017 – 9. miejsce
      - U–18 (2005 – 9. miejsce, 2006)
      - U–16 (2003 – 11. miejsce, 2004 – 9. miejsce)

    - świata U–19 (2007 – 9. miejsce)
- Zaliczony do I składu mistrzostw Europy:
  - U–20 (2008)
  - U–18 (2006)